# Stenogrammitis wittigiana
Stenogrammitis wittigiana är en stensöteväxtart som först beskrevs av Fée, och fick sitt nu gällande namn av Paulo Henrique Labiak. Stenogrammitis wittigiana ingår i släktet Stenogrammitis och familjen Polypodiaceae. Inga underarter finns listade.